# Вітовське водосховище (Миколаївська область)
Вітовське водосховище  — колишнє водосховище у Миколаївському районі Миколаївської області (Вітовська балка) і в Корабельному районі міста Миколаїв. Створено 1957 року. Водосховище наливне. Вода подається з Інгулецького каналу. Повний об'єм водосховища 31 млн м³, корисний — 29,9 млн м³. Довжина берегової лінії — понад 11 км. 
До 2007 року водосховище використовувалося для промислового і побутового водопостачання Миколаєва. Станом на сьогодні водосховище не експлуатується. Вживаються заходи для його відновлення. 
У межах водосховище 1990 року створено гідрологічний заказник місцевого значення «Вітовське водосховище».